# Rundgrynig torvlav
Rundgrynig torvlav (Placynthiella dasaea) är en lavart som först beskrevs av James Stirton och som fick sitt nu gällande namn av Tor Tønsberg. 
Rundgrynig torvlav ingår i släktet Placynthiella och familjen Agyriaceae. Arten är reproducerande i Sverige.